# Magnetospheric Multiscale Mission
Die Magnetospheric Multiscale Mission (MMS) ist ein Forschungsprojekt der NASA mit dem das Zusammenspiel zwischen den Magnetfeldern von Erde und Sonne erforscht werden soll.
Im Mittelpunkt der Untersuchungen steht die so genannte magnetische Rekonnexion, bei der magnetische Energie in Teilchenenergie umgewandelt wird, wodurch auf der Erde magnetische Stürme und Phänomene wie das Polarlicht entstehen.

## Beschreibung

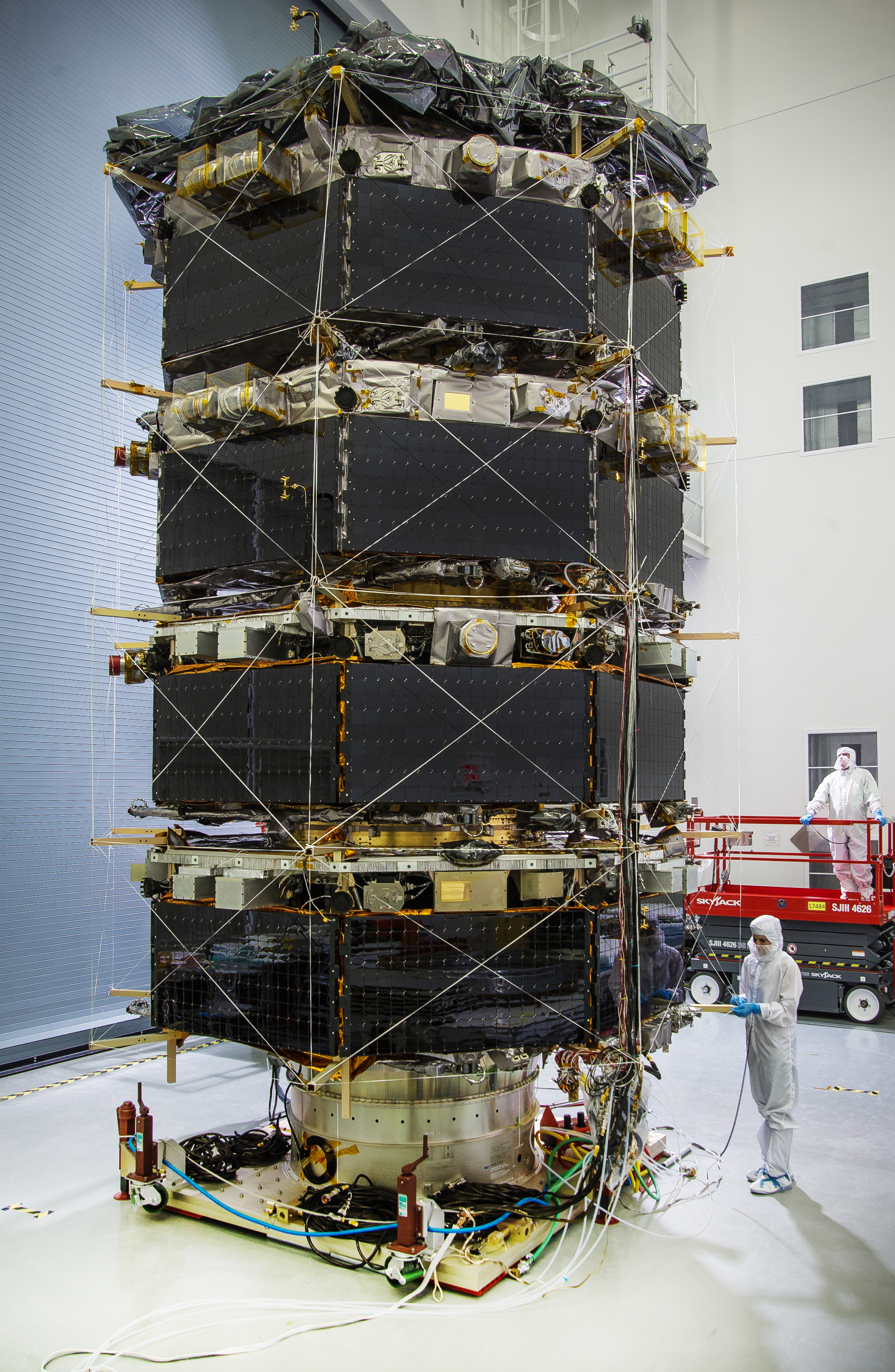
Die vier MMS Satelliten bei der Startvorbereitung

Für die Messungen wurden am 13. März 2015 um 2:44 Uhr vier baugleiche Satelliten mit einer Atlas-V-Rakete vom SLC-41 der Cape Canaveral AFS aus in eine stark elliptische Erdumlaufbahn gebracht. Die Satelliten besitzen eine oktogonale Form von 3,5 m Durchmesser und 1,23 m Höhe und eine Masse von jeweils 1360 kg. Im Orbit werden acht Ausleger für Messungen ausgefahren, davon zwei 12,5 m lange Ausleger für elektrische Felder, zwei 5 m lange Ausleger für Magnetfelder und vier Sensoren für elektrische Felder an 60 m langen Kabeln. Die Satelliten bewegen sich in Form einer Pyramide mit einem Abstand von 10 und 400 Kilometern um die Erde und sollen so eine dreidimensionale und zeitlich hochauflösende Messung der Prozesse im Magnetfeld der Erde ermöglichen. Dies soll das Verständnis verbessern, wie die Magnetfelder das sogenannte Weltraumwetter beeinflussen. Jede Sonde ist dafür mit 25 Sensoren ausgestattet, die zum Teil im Millisekundentakt Daten für elf Experimente sammeln. Die Sensoren messen unter anderem die Energie von geladenen Teilchen, die Bewegung des Plasmas sowie die Stärke elektrischer und magnetischer Felder. Die Satelliten führen ihre Messungen anfangs auf einer Bahn mit einer Bahnhöhe zwischen 2500 und 70.000 km Messungen aus. Nach etwa 18 Monaten sollen sie in einen Umlaufbahn in etwa 150.000 Kilometer Höhe gebracht werden und dort ihre Messungen fortsetzen.
Die Energieversorgung der Satelliten übernehmen acht Solarzellen-Paneele und ein Akkumulator zur Energiespeicherung. Das Antriebssystem für die Bahnregelung und Stabilisierung besteht aus 12 Hydrazin-Triebwerken mit vier Treibstofftanks im zentralen Teil des Satelliten. Die Satelliten sind drallstabilisiert mit drei Umdrehungen pro Minute. Informationen für die Bahnregelung liefern vier Sternsensoren, zwei Dreiachsen-Beschleunigungsmesser, zwei Sonnensensoren und GPS-Empfänger.
Die Leitung der 3,7 Milliarden Dollar teuren Mission wird im Auftrag der NASA durch das Southwest Research Institute (SwRI), San Antonio, USA ausgeführt. Wesentliche Beiträge liefern unter anderem die University of New Hampshire, das Goddard Space Flight Center, das Applied Physics Laboratory und das Grazer Institut für Weltraumforschung (IWF).

## Instrumente
Die elf Instrumente bestehen aus:
Plasmamessungen
- Fast Plasma Investigation

- Dual Ion Sensors (DIS)
- Dual Electron Sensors (DES)
- Data Processing Unit (IDPU)

- Hot Plasma Composition Analyzer (HPCA)

Messung hochenergetischer Partikel
- Fly’s Eye Energetic Particle Sensor (FEEPS)
- Energetic Ion Spectrometer (EIS)

Feldmessungen
- Analog Fluxgate Magnetometer (AFG)
- Digital Fluxgate Magnetometer (DFG)
- Electron Drift Instrument (EDI)
- Spin-plane Double Probe (SDP)
- Axial Double Probe (ADP)
- Search Coil Magnetometer (SCM)